# Peter Deeg
Hans Peter Deeg (* 14. Mai 1908 in Bad Kissingen; † 25. Juni 2005 ebenda) war ein deutscher Jurist und völkisch-antisemitischer Autor. Er war Mitglied der NSDAP und später der CSU.

## Leben
Peter Deeg wurde am 14. Mai 1908 in Bad Kissingen geboren. Er war einer von drei Söhnen eines Kunstschlossers. Als Schüler hatte er sich schon gegen jüdische Mitschüler als Antisemit hervorgetan. Ein erster Eintritt in die NSDAP zum 1. März 1928 trat nicht in Kraft. Deeg trat der Partei zum 1. Juni 1930 erfolgreich bei (Mitgliedsnummer 254.135), er wurde aber bereits nach wenigen Monaten ausgeschlossen. Weitere Beitrittsversuche 1933 und 1937 scheiterten. 1933 war er Pflichtverteidiger im „Mordfall Waltershausen“, bei dem der mutmaßliche Täter vom Landgericht Schweinfurt freigesprochen wurde.

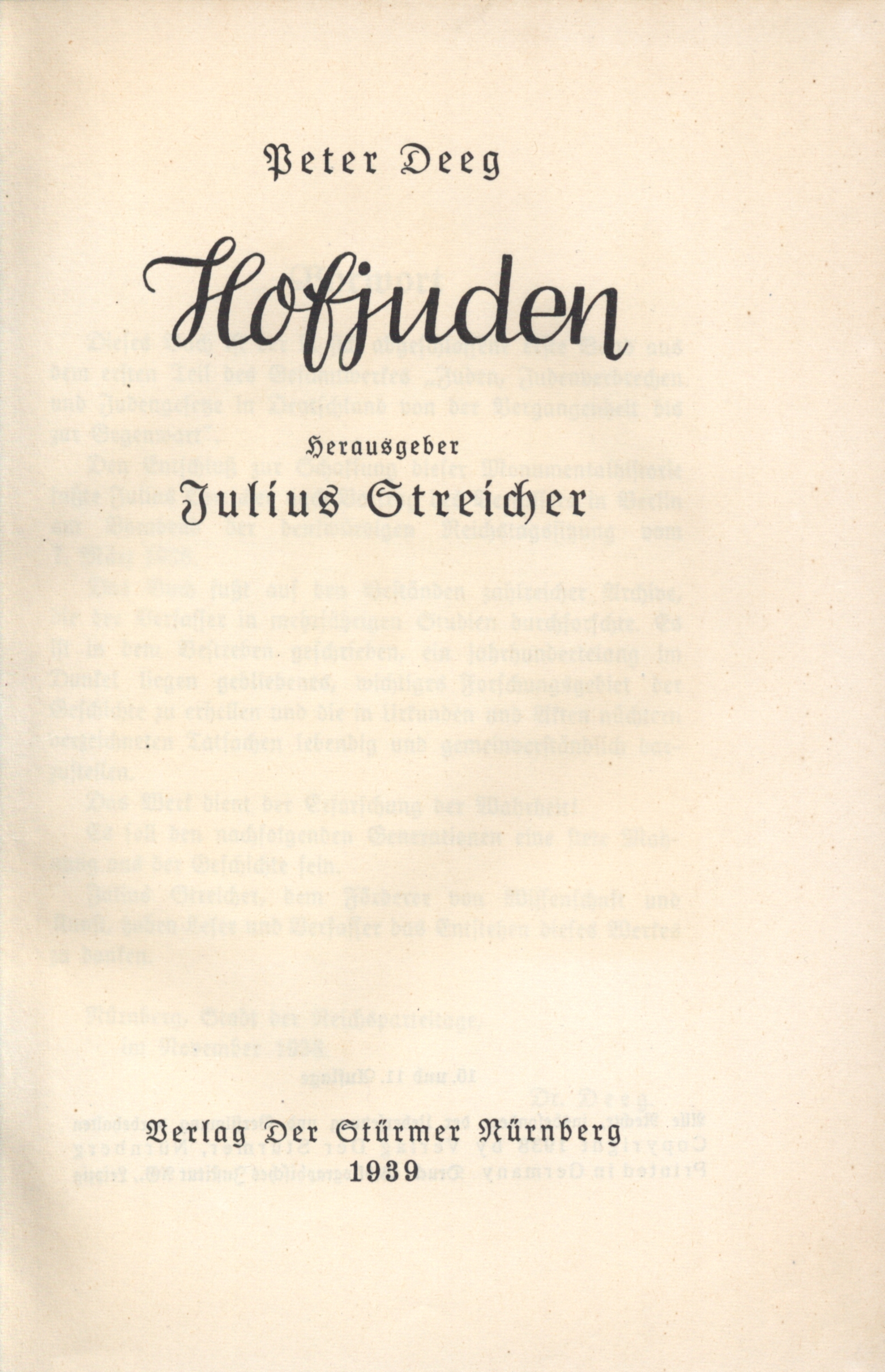
Peter Deegs „Hofjuden“

Über Kontakte höherer Juristen soll Deeg zu Julius Streicher gekommen sein. Der Leiter des Verlages Der Stürmer ermöglichte Deeg 1938 und 1939 die Veröffentlichung zweier seiner Bücher, nämlich Hofjuden (1938) und Die Judengesetze Großdeutschlands (1939). Das als historisches Sachbuch mit langem Archivalien- und Literaturverzeichnis aufgemachte Buch Hofjuden erlebte in kurzer Zeit zahlreiche Auflagen. In seinem Vorwort dankt Deeg Julius Streicher, dem Förderer von Wissenschaft und Kunst, dem Leser und Verfasser das Entstehen dieses Werkes zu danken hätten. Schon in den ersten Absätzen wird der Ton für den 470 Seiten langen durchgehend völkisch-antisemitischen Text vorgegeben:
Kurfürst Joachim II. von Brandenburg war um der Judenabgaben willen nicht abgeneigt, die Juden sich als landesherrliche Saugegel am Volkskörper wieder festsetzen zu lassen. Als einen der ersten verschreibt er sich den Michael. Dieser hilft den kurfürstlichen Finanzen binnen kurzem mit erpreßten Volksgeldern, die er dem Fürsten leiht, wieder auf die Beine.
Analog in seinen Aufsätzen:
Deshalb gipfelte in der Judenfrage ihre Politik in dem Bestreben, alles zu tun, um die  Volksschädlinge in Preußen aussterben zu lassen.
Auch in seinem Buch über das Verhältnis von Deutschland und Russland finden sich antisemitische Verschwörungstheorien:
Doch in der Stille seines Sterbezimmers zu Livadia fährt er (Zar Alexander III.) in seinen letzten Atemzügen den einen seiner beiden getauften jüdischen Leibärzte, Hirsch und Sacharjin, heftig an: „Jude, Du hast mich vergiftet!“
Deegs Funktion bei Streicher wird mit „Forschungsbeauftragter des Frankenführers Julius Streichers“ beschrieben. 1939 erhielt er einen Lehrauftrag an der Universität Berlin zum Thema Die Juden in der deutschen Rechtsgeschichte.
Im Mai 1940 wurde er vom Sondergericht Nürnberg-Fürth unter dem Vorsitz von Oswald Rothaug wegen verbotener Sammlung zu 5 Monaten Gefängnis und einer Zahlung von 10.000 Reichsmark verurteilt. Der zu diesem Zeitpunkt erfolgte Bruch mit Streicher kann wohl auf dieses Urteil zurückgeführt werden. Nach 1940 erschien keines seiner Bücher mehr im Verlag Der Stürmer. Anfang der 1940er-Jahre war Deeg bei Baufirmen in Polen tätig.
In der Sowjetischen Besatzungszone wurden Deegs Schriften Hofjuden und Die Judengesetze Großdeutschlands sowie in der Deutschen Demokratischen Republik Vor 50 Jahren. Für und wider den Russen-Pakt auf die Liste der auszusondernden Literatur gesetzt. Das Buch Hofjuden gilt der heutigen Forschung als antisemitisches Machwerk.
1952 erhielt Deeg eine Zulassung als Rechtsanwalt. Er praktizierte in dieser Funktion bis zu seinem Lebensende.
Durch die Mitgliedschaft in der CSU und die persönliche Freundschaft zu Franz Josef Strauß wurde er Generalbevollmächtigter der italienischen Rüstungsfirma Simmel Difesa Spa (Colleferro). In dieser Rolle wurde er in die Spiegel-Affäre verwickelt. Dabei lieferte auch er sich – ähnlich wie Strauß – heftige Auseinandersetzungen mit Rudolf Augstein. Er war zudem Mitglied der Gesellschaft der Freunde für die Wiederherstellung des deutschen Privateigentums in den USA.
In den 1950er und 1960er Jahren betrieb er mit seiner Frau die Hotels Russischer Hof und Kurhaus Hohenzollern in Bad Kissingen. Beide Häuser wurden 1962 an die LVA Baden Württemberg verkauft. Mit dem Verkaufserlös wurde das erste Gebäude der heutigen Deegenbergklinik erbaut.

## Schriften

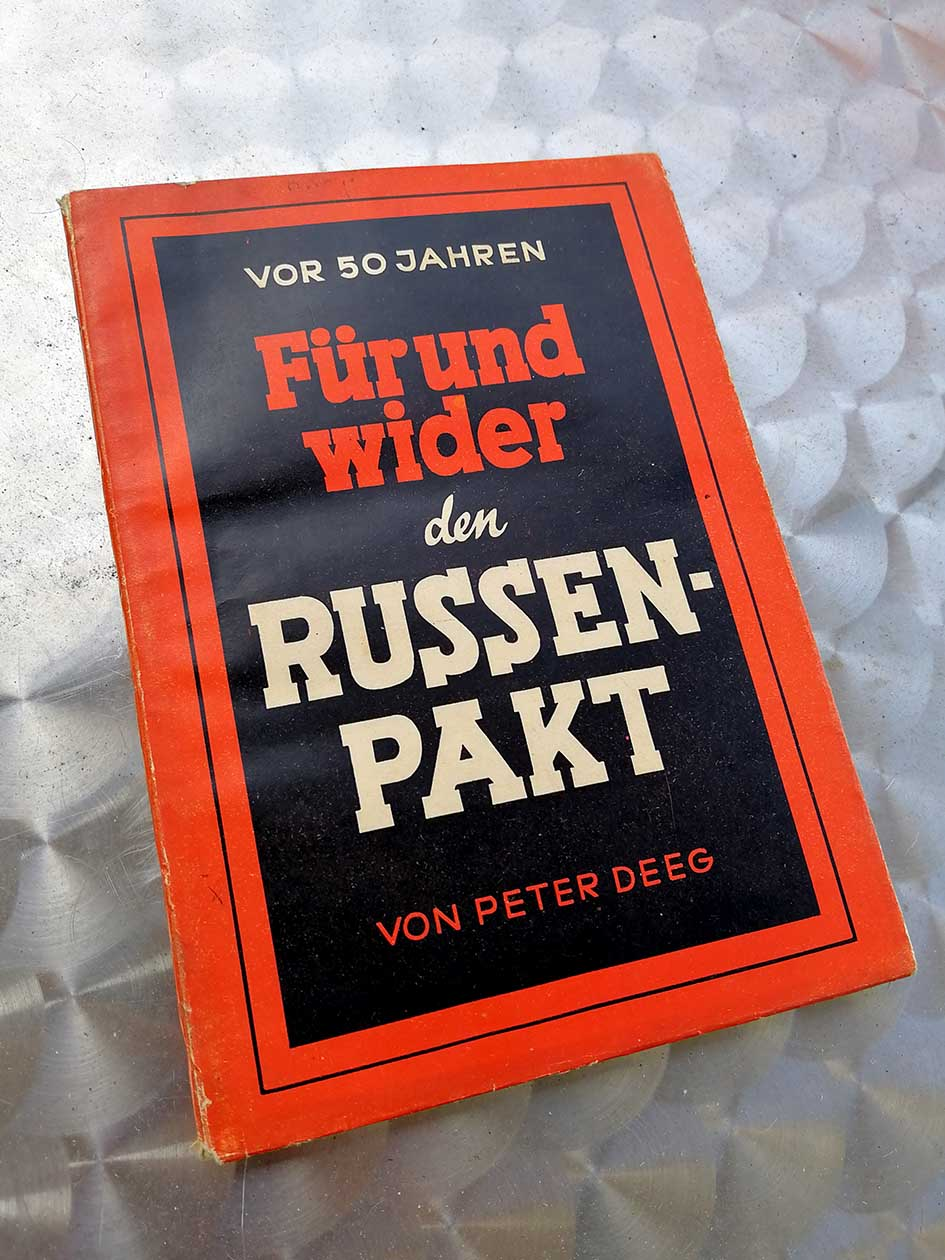
Deegs Schrift über das deutsch-russische Verhältnis

- Qualifizierte Beihilfe. „Goltdammer’s Archiv für Strafrecht“ (GoltdA) 1933.
- Inhalt und Ausübung des Strafantragsrechtes. Eine strafrechtliche Studie für Theorie und Praxis. Stuttgart 1933 (= Dissertation).
- Der Judeneid unter Friedrich dem Großen. „Zeitschrift der Akademie für deutsches Recht“ (ZAkDR) 1937.
- Hofjuden. (= Julius Streicher (Hrsg.): Juden, Judenverbrechen und Judengesetze in Deutschland von der Vergangenheit bis zur Gegenwart. Band 1/15).  Stürmer Verlag, Nürnberg 1938 (Digitalisat im Internet Archive).
- Die Judengesetzgebung Friedrichs des Großen „Deutsches Recht“ (DR 1, 2) 1938.
- Die Judengesetze Großdeutschlands. Nürnberg 1939 (Digitalisat im Internet Archive).
- Vor 50 Jahren. Für und wider den Russen-Pakt. Nürnberg 1940.
- Die Glanzvolle. Leipzig 1942.
- zusammen mit Dietrich Deeg: Zur Genealogie und Lebensgeschichte der Äbte Degen von Ebrach und Weiner von Banz. Neustadt an der Aisch 1974.